# 1938 en basket-ball
Chronologie du basket-ball
1937 en basket-ball - 1938 en basket-ball - 1939 en basket-ball
Les faits marquants de l'année 1938 en basket-ball :

## Mai
- Première édition du championnat d'Europe féminin : Italie.

## Récapitulatifs des principaux vainqueurs de compétitions 1937-1938

### Masculins
| Europe - France : SCPO Paris. - Grèce : non disputé. - Italie : Borletti Milan. - URSS : Burevestnik Leningrad. | Amériques | Afrique, Asie, Océanie |

### Féminines
| Europe - France : Linnet's Saint-Maur. - Italie : Ambrosiana Milano. | Amériques | Afrique, Asie, Océanie |

## Liens